# Fredede bygninger i Brøndby Kommune
Denne liste over fredede bygninger i Brøndby Kommune viser alle fredede bygninger i Brøndby Kommune, bortset fra kirker. Listen bygger på data fra Kulturarvsstyrelsen.
| Sagsnavn            | Komplekstype | Opførelsesår | Adresse                           | Koordinater                                   | Fredningsår (1. fredning) | ID (Link til Kulturarv.dk) | Billede     |
| ------------------- | ------------ | ------------ | --------------------------------- | --------------------------------------------- | ------------------------- | -------------------------- | ----------- |
| Kirkebjerg Allé 186 |              | 1800         | Kirkebjerg Allé 186, 2605 Brøndby | 55°38′46″N 12°24′33″Ø / 55.64598°N 12.40924°Ø |                           | 153-27188-1                | Upload foto |